# Борг, Марко
Марко Борг (род. 16 сентября 1971, Валлетта) — мальтийский футбольный судья.

## Биография
Арбитр ФИФА с 1997 года. Помимо работы в Чемпионате Мальты по футболу, также провёл по одной игре в чемпионатах Македонии, Латвии и Люксембурга. Судил матчи отборочных стадий Лиги Европы и Лиги чемпионов УЕФА.
На международном уровне дебютировал 5 сентября 2009 года в матче отборочного турнира чемпионата мира 2010 между Австрией и Фарерскими островами (3:1), в котором показал 6 жёлтых карточек и назначил пенальти в пользу австрийцев, реализованный на 59-й минуте. Всего провёл 10 международных матчей, в том числе один матч квалификации чемпионата Европы и 3 матча квалификации чемпионатов мира.
Завершил карьеру в 2016 году.